# Хоакин Родриго
Вижте пояснителната страница за други личности с името Хоакин.
Хоакин Родриго Видре (на испански: Joaquín Rodrigo Vidre) е испански композитор на класическа музика и виртуозен пианист. Има голям принос за развитието на испанския китарен репортоар. От много ранна възраст е почти напълно сляп, но въпреки това постига изключителни успехи в музикалното дело. През 1939 година пише Concierto de Aranjuez (букв. „Аранхуески концерт“), едно от най-известните му произведения. Автор е на произведения за изпълнение от духов ансамбъл и за оркестър, както и за китара, пиано, виолончело, флейта, арфа и цигулка. Носител е на титлата първи маркиз на Градините на Аранхуес.